# Santuario de Nuestra Señora de Las Caldas

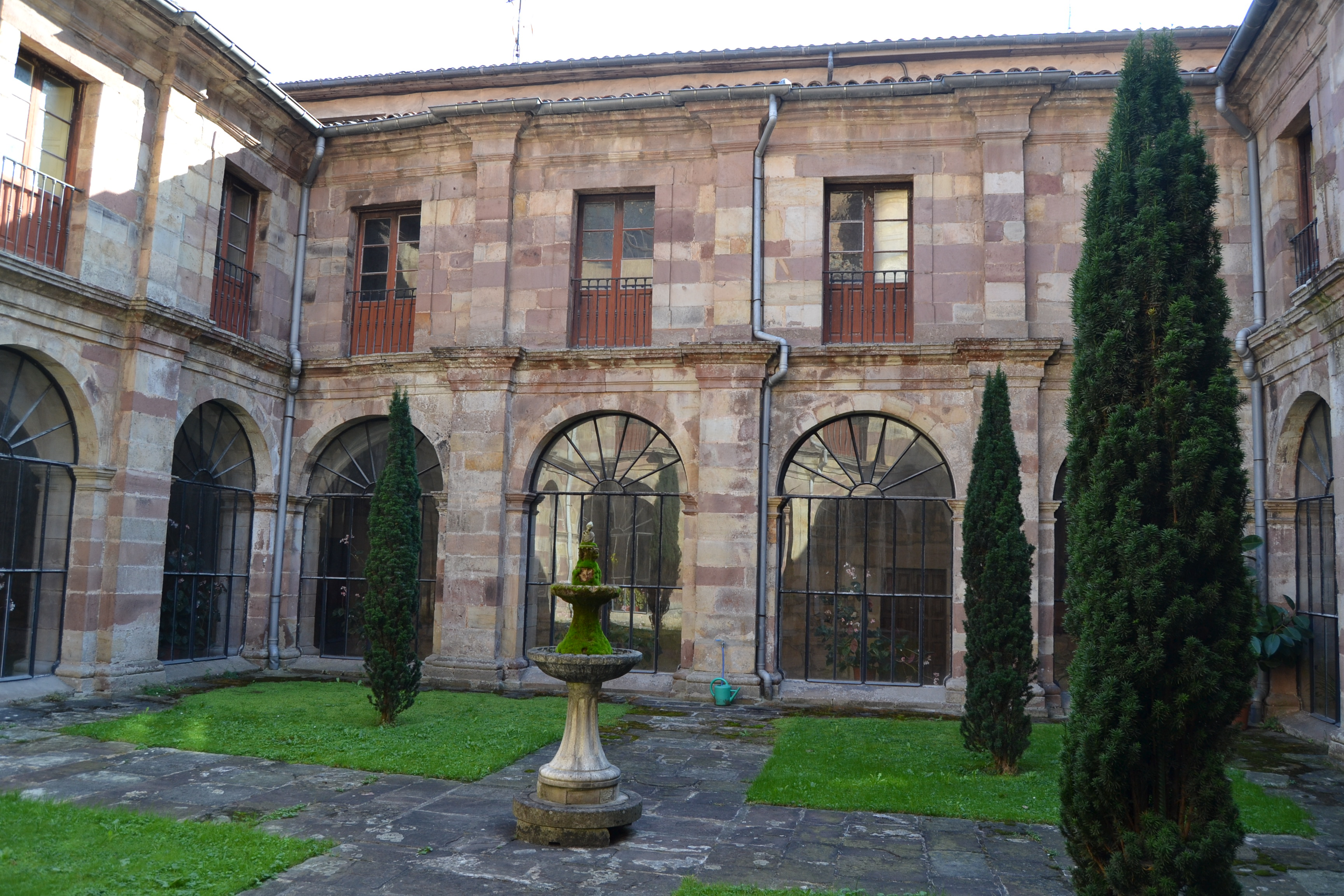
Zentraler Hof

Das spanische Kloster Santuario de Nuestra Señora de Las Caldas, liegt in Las Caldas del Besaya, bei Los Corrales de Buelna (Kantabrien). Dazu gehören eine Kirche, ein Konvent und Nebengebäude wie die Bibliothek etc.
Auf dem felsigen macizo del Dobra hat der Fluss Besaya ein Tal geschaffen, wo das barocke Kloster aus dem 17. Jhdt. steht, dessen Anfänge aber bis in die islamische Zeit zurückgehen. Eine kleine Einsiedelei bewahrte im Mittelalter das Bild der Jungfrau, beim Fluss und bei einigen Thermalquellen, woher der Name stammt: aquas cálidas (Warmwasser). Im Jahr 1605 übernahmen die Dominikaner vom Konvent Regina Coeli aus Santillana del Mar die Aufgabe des Mariendienstes, bis 1611 ein unabhängiger Konvent entstand.
Unter dem Prior Malfaz (1628–1680), einem Gelehrten vom Colegio de San Gregorio in Valladolid, der wirtschaftlichen Unterstützung von Ana María Velarde de la Sierra aus dem nahen Viérnoles bei Torrelavega und weiteren Nachbarn begannen die Bauten für das gegenwärtige Gebäude 1663, die 20 Jahre dauerten. Mit der Desamortización von Mendizábal 1835 wurde das Kloster geschlossen, bis die Dominikaner 1877 wiederkamen. Ab 1943 begann eine Restauration mit einigen Erweiterungen, die nach 1945 mit dem Einzug des Priesterseminars der spanischen Provinz des Dominikanerordens endeten. Mit dem Kurs 1951–52 begann das Generalstudium der Philosophie, für das der Vatikan 1965 ein Instituto Superior de Filosofía (ISF) errichtete, das direkt an die Philosophische Fakultät der Universidad de Santo Tomás‑Angelicum in Rom angeschlossen war. Doch 1970 wurde das Philosophiestudium, das vor allem dem hl. Thomas von Aquin verpflichtet war, dauerhaft in die Universitätsstadt Valladolid verlagert. Seitdem ist die spirituelle Verehrung Mariens die Kernaufgabe.

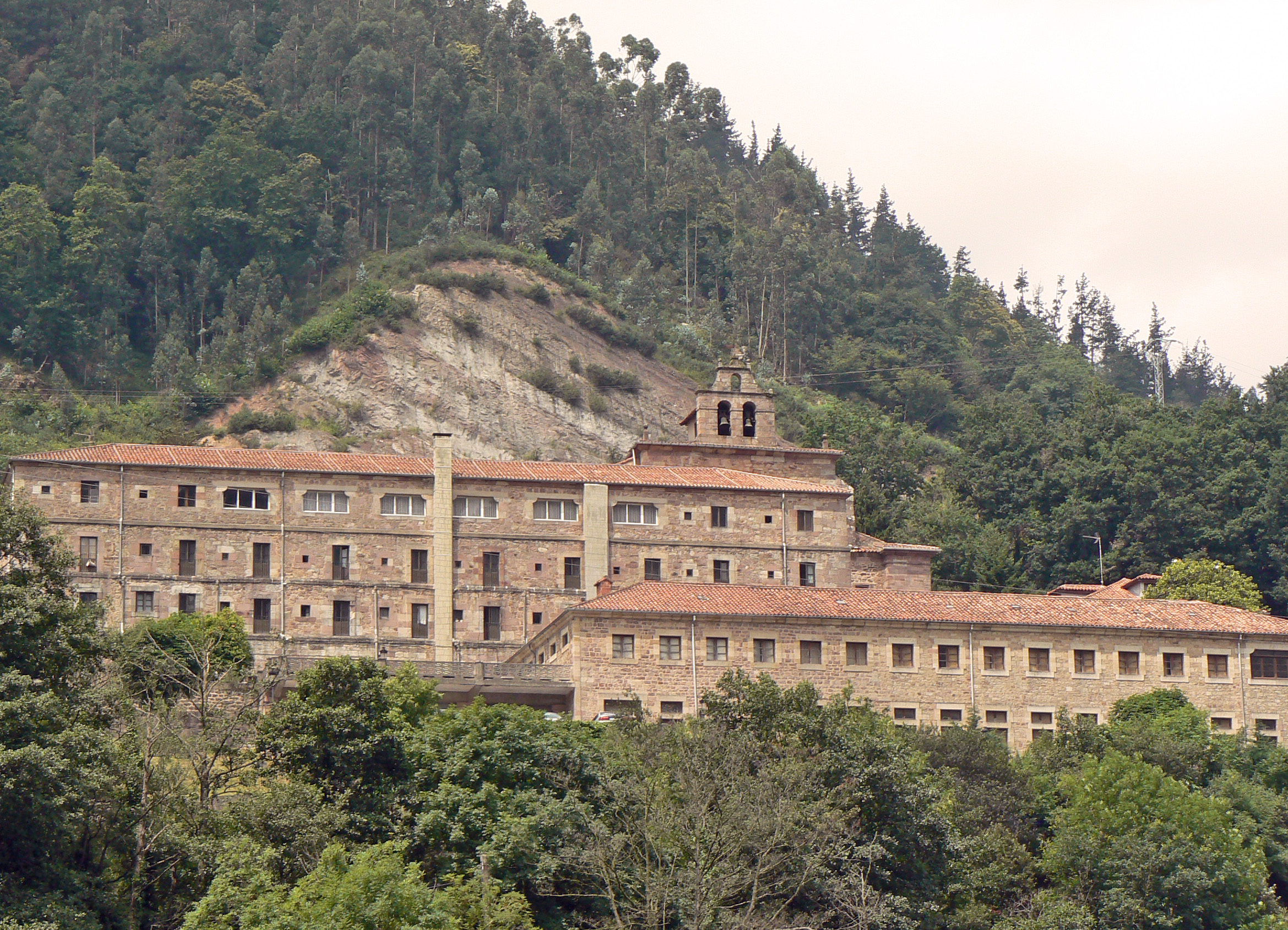
Santuario de Nuestra Señora de Las Caldas